# Brantly B-2
Der Brantly B-2 ist ein zweisitziger Hubschrauber der US-amerikanischen Firma Brantly Helicopter Corporation, der von einem Kolbenmotor angetrieben wird.

## Geschichte
Der Brantly B-2 wurde Anfang der 1950er-Jahre von Newby O. Brantly als zweisitziger Mehrzweckhubschrauber entworfen. Der Erstflug erfolgte am 21. Februar 1953. Dieser erste Prototyp absolvierte 130 Flugstunden, bevor am 14. August 1956 der zweite Prototyp den Testbetrieb aufnahm. Ein Hubschrauber dieses Typs kam im James-Bond-Film Man lebt nur zweimal als Transportmittel des Firmenchefs Osato, geflogen von seiner durch Karin Dor dargestellten Assistentin Helga Brandt, zum Einsatz.

## Konstruktion
Der B-2 ist in herkömmlicher Heckrotor-Konfiguration aufgebaut. Der Dreiblatt-Ganzmetall-Hauptrotor ist mit einem Ausgleichsklappensystem ausgerüstet, das Profil der Hauptrotorblätter entspricht dem NACA 0012. Als Antrieb dient ein Vierzylinder-Boxermotor der Serie O-360 des Herstellers Lycoming. Für die Kraftübertragung zum Hauptrotor sorgt ein Zahnrad-Untersetzungsgetriebe; der Zweiblatt-Heckrotor zum Drehmomentausgleich wird über eine Welle 1 : 1 mit der Drehzahl des Antriebsmotors angetrieben.
Die Maschine besitzt einen nach hinten konisch zulaufenden Ganzmetallrumpf in Halbschalenbauweise. Das Landegestell ist mit vier pneumatisch-hydraulischen Stoßdämpfern (Oleos) ausgestattet.

## Versionen

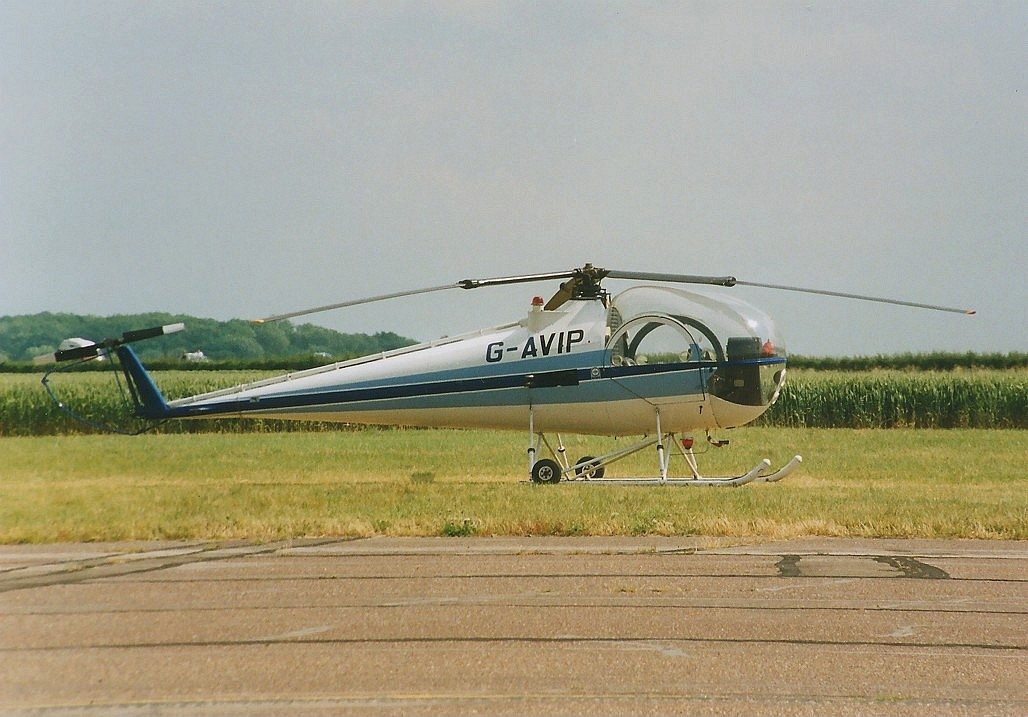
Version B-2B in Cranfield, 1996

B-2
Das erste Modell wurde zugelassen durch die Luftfahrtbehörde FAA am 27. April 1959.
YHO-3 BR
Im Zuge des Light Observation Helicopter (LOH)-Programms der United States Army im Jahre 1955 wurde der B-2 unter der Bezeichnung YHO-3 BR als möglicher Kandidat in Erwägung gezogen. Die US Army testete fünf Exemplare, der B-2 konnte sich aber gegen seine Konkurrenten (Sud-Ouest Djinn und Hughes 269) aufgrund von Schwächen in der Konstruktion nicht durchsetzen.
B-2A
Zugelassen durch die Luftfahrtbehörde FAA am 21. Dezember 1962.
B-2B
Als verbesserte Version mit neuen Rotorblättern aus Metall und einem Lycoming IVO-360-A1A mit Direkteinspritzung und erhöhter Leistung wurde der B-2B am 1. Juli 1963 durch die Luftfahrtbehörde FAA zugelassen. Diese Version ist der aktuell einzig produzierte Hubschrauber der Brantly Helicopter Corporation.
V750
Auf der Luftfahrtmesse Airshow China 2010 in Zhuhai präsentierte der neue Eigentümer des Unternehmens, die Qingdao Haili Helicopters Co. Ltd., die Brantly B-2B als unbemanntes Luftfahrzeug. Das von der Qingdao Haili Helicopter Manufacturing Co. Ltd. in Kooperation mit der Weifang Tianxiang Aerospace Industry Co. Ltd. und der China National Aero-Technology Import and Export Corporation (CATIC) entwickelte Modell hatte in Weifang am 7. Mai 2011 seinen Erstflug. Das UAV ist in der Lage, eine Nutzlast von bis zu 80 kg zu transportieren. Der Hersteller Weifang Freesky Aviation Industry Co., Ltd. war auf der ILA 2014 vertreten und gab dort bekannt, bereits 18 Stück der V750 weltweit verkauft zu haben.

## Technische Daten
(Herstellerangaben für die B-2B)
| Kenngröße             | Daten (metrisch) bei ISA                        |
| --------------------- | ----------------------------------------------- |
| Besatzung             | 2                                               |
| Rumpflänge            | 6,43 Meter (21,1 Fuß)                           |
| Breite über Kufen     | 2,08 Meter (6 Fuß und 10 Inches)                |
| Höhe                  | 2,11 Meter (6 Fuß und 11 Inches)                |
| Hauptrotordurchmesser | 7,24 Meter (23,9 Fuß)                           |
| Heckrotordurchmesser  |                                                 |
| Leermasse             | 481 Kilogramm (1070 Pfund)                      |
| Externe Nutzlast      |                                                 |
| Startmasse            | 622 Kilogramm (1370 Pfund)                      |
| Antrieb               | 1 × Lycoming O-360                              |
| Treibstoff            | 117 Liter, (31 Gallonen) (von 92 bis 100 Oktan) |
| Startleistung         | 132 kW (180 PS) bei 2900 min−1                  |
| Steigrate             | 427 m/min (1400 ft/min)                         |
| HIGE                  | 1074 Meter (3525 Fuß)                           |
| HOGE                  |                                                 |
| Dienstgipfelhöhe      |                                                 |
| Reisegeschwindigkeit  | 145 km/h (78 Knoten)                            |
| Höchstgeschwindigkeit | 161 km/h (87 Knoten)                            |
| Reichweite            | 322 km (174 NM)                                 |

## Vergleichbare Hubschraubertypen
- Robinson R22
- Schweizer 300C
- Bell 47 (nicht mehr in Produktion)
- RotorWay Exec (Bausatzhubschrauber ähnlicher Größe)
- Enstrom F-28
- Cabri G2